# Partit per una Vida Lliure al Kurdistan
Partit per una Vida Lliure al Kurdistan o Partit de la Vida Lliure al Kurdistan (kurd: پارتی ژیانی ئازادی کوردستان, Partiya Jiyana Azad a Kurdistanê, sigla: PJAK) és una organització política kurda de l'Iran que aposta per una democratització del règim de Teheran a través de l'anomenat "confederalisme democràtic".
Està afiliat a la Koma Civakên Kurdistan, una aliança de diversos partits polítics kurds inspirats per l'antic Partit dels Treballadors del Kurdistan. El partit dona suport a Abdullah Ocalan "Apo", empresonat a Turquia, com a líder polític segrestat i retingut com a ostatge. El líder de l'organització és Haji Ahmadi. Es creu que la meitat dels membres del grup són dones, moltes de menys de 20 anys i entre elles la graduada en psicologia per la Universitat de Teheran, Gulistan Dugan; les dones donen suport al grup per la defensa aferrissada que fa de la igualtat de gèneres. Opera també a Turquia i Síria des de bases a l'Iraq de manera excepcional.
Es va fundar el 2004. Es creu que el 2005 va matar uns 120 policies iranians. Després de la matança de 10 kurds que es manifestaven a Maku per part de les forces de seguretat iranianes, el PJAK va respondre matant 24 membres d'aquestes forces el 3 d'abril de 2006. El 10 d'abril set membres del partit foren detinguts. El 8 de maig de 2006 una sèrie de bombes van esclatar a Kermansah en un edifici del govern. A la frontera els enfrontaments són freqüents. L'agost del 2007 van destruir un helicòpter militar iranià. El 24 d'abril del 2009 un grup armat del PJAK atacava una estació de policia a Kermansah i matava 18 policies; alguns atacants també van morir; una setmana després, en revenja, Iran va bombardejar Panjwin a l'Iraq, però el PJAK no té estructura en aquesta zona.
En pujar a la presidència Barack Obama, el PJAK fou declarat organització terrorista. El seu cap Abdul Rahman Haji Ahmadi fou arrestat el març del 2010 a Alemanya, però alliberat a les poques hores. La petició d'extradició d'Ahmadi demanada per Iran fou rebutjada, ja que Ahmadi era ciutadà alemany.